# Pieter Jacobus Wemelsfelder

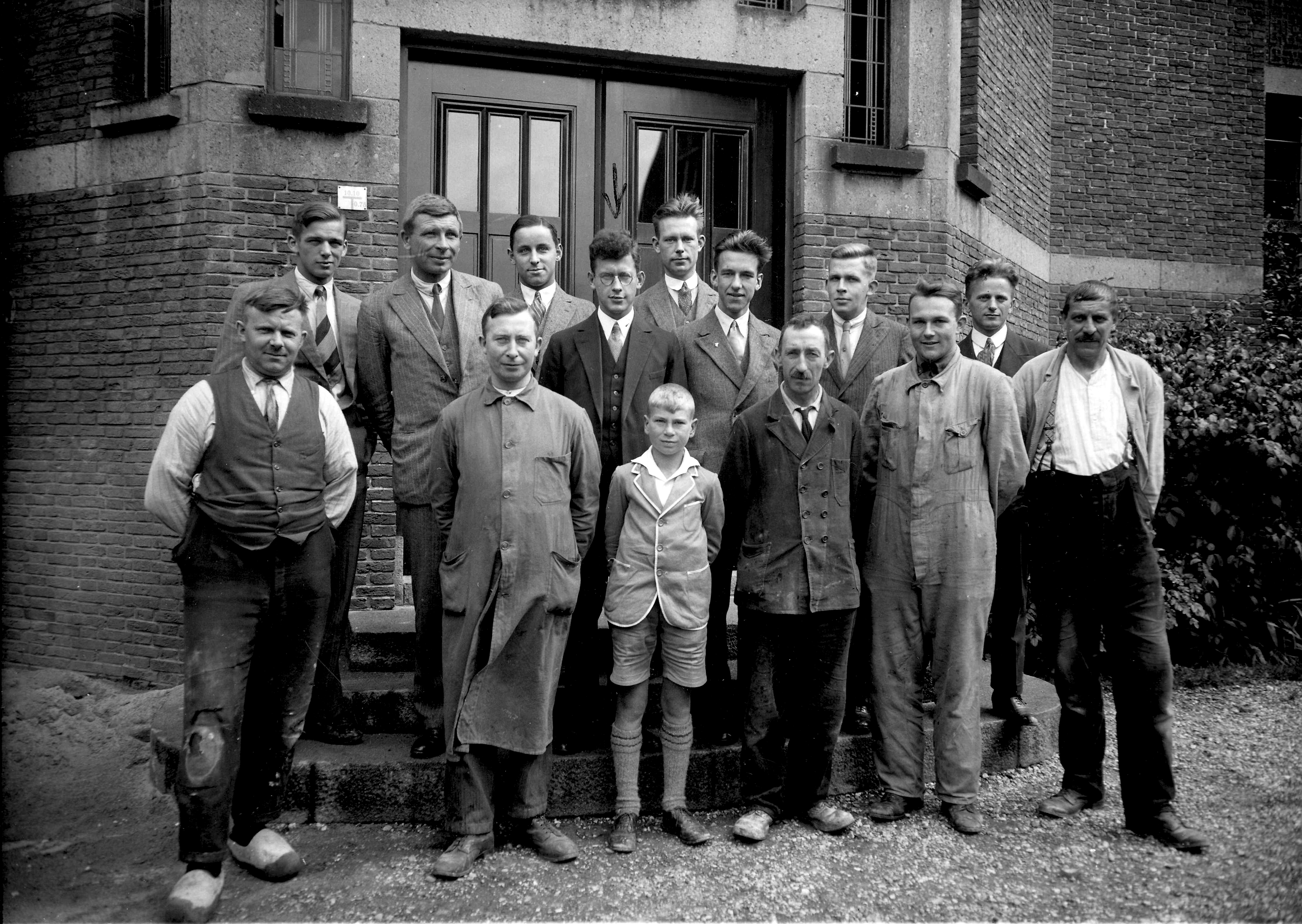
Personeel van het Waterloopkundig Laboratorium in 1931: achterste rij v.l.n.r.: Slotboom, Thijsse, Bilderbeek, Wemelsfelder, v.d. Heuvel, Klein, Nap en Dijkstra. Voorste rij v.l.n.r.: Zaayer, v. Drimmelen, Thijse jr., de Koster, Luyendijk en v.d. Hoeven.

Pieter Jacobus Wemelsfelder (Goes, 18 november 1907 – Almen, 1 juli 1995) was een Nederlands waterstaatkundig ingenieur. Hij werkte, nadat hij was afgestudeerd in Delft (1930), bij het Waterloopkundig Laboratorium, daarna bij Rijkswaterstaat. Hij was hoofd van de Hydrometrische Afdeling van de Directie Waterhuishouding en Waterbeweging. Een van zijn grote verdiensten was het ontwikkelen van methoden en instrumenten voor de Hydrometrie in Nederland.
Hij kan gezien worden als de grondlegger voor het toepassen van de waarschijnlijkheidsleer bij de bepaling van maatgevende stormvloedwaterstanden in Nederland. Voor hem had S. H. A. Begemann al statistische methoden toegepast op hydrologische aspecten (neerslag en afvoer) van irrigatie. In Amerika verschenen al in het begin van de twintigste eeuw publicaties op het gebied van de stochastische hydrologie, bijvoorbeeld van Allen Hazen en anderen.
Vóór Wemelsfelders aanpak, werd de dijkhoogte bepaald door de hoogst bekende waterstand, plus een bepaalde waakhoogte op basis van inschattingen, dus min of meer deterministisch. Bij het vaststellen van de kruinhoogte van de Afsluitdijk werd bijvoorbeeld de hoogst waargenomen stormvloed gebruikt. Wemelsfelder bracht hier in 1938 (beknopte nota over frequenties van stormvloeden, Rijkswaterstaat, Directie Algemene Dienst, 20 oktober 1938) een grote verandering in. Wemelsfelder heeft door een statistische analyse van de waterstanden, gemeten tussen 1888 en 1937 te Hoek van Holland, de kansverdeling van stormvloed bij Hoek van Holland afgeleid en deze resultaten in het tijdschrift "De Ingenieur" (54e jaargang, nummer 9, 8 maart 1939) gepubliceerd.
De zorgelijke toestand van de dijken in Zeeland leidde in 1939 tot de instelling van de Stormvloedcommissie, die als opdracht kreeg na te gaan met welke stormvloedstanden langs de kust rekening gehouden moest worden. De Stormvloedcommissie heeft in 1939, onder leiding van Johan van Veen, de methode van Wemelsfelder voor de bepaling van overschrijdingskansen van waterstanden als uitgangspunt genomen en de vroeger gevolgde werkwijze, waarbij de kruinhoogte van de dijken werd vastgesteld op grond van de vroeger voorgekomen hoogste waterhoogten (bij Hoek van Holland 3,28 m boven NAP), verlaten. De commissie vond het belangrijk om rekening te houden met hogere stormvloeden en de dijken te verhogen. De politiek heeft het advies van de Stormvloedcommissie niet gevolgd en de dijken van Zeeland werden niet versterkt. Toen kwamen de oorlog en de bezetting. 
Na het einde van de oorlog ging alle aandacht uit naar de wederopbouw. 
In de nacht van 31 januari op 1 februari 1953 bleek het gelijk van de Stormvloedcommissie. Een stormvloed met een hoogste waterstand bij Hoek van Holland (van 3,85 m boven NAP) veroorzaakte een watersnoodramp waarbij 1836 mensenlevens verloren gingen en voor 1,5 à 2,0 miljard gulden aan schade werd aangericht. Kort na de ramp werd door de minister van Verkeer en Waterstaat de Deltacommissie geïnstalleerd. De commissie had de taak om met adviezen te komen waarmee de kans op een dergelijke ramp tot een minimum zou worden beperkt. Het voorwerk was al door de Stormvloedcommissie gedaan en dus kon de Deltacommissie van de analyses en oplossingen van de Stormvloedcommissie gebruikmaken. De Deltacommissie adviseerde om de methode Wemelsfelder te gebruiken voor het bepalen van de dijkshoogte en maakte daarbij de keuze dat voor centraal Holland een maatgevende overschrijdingsfrequentie van 10-4 per jaar moest worden aangehouden. Het werk van de Deltacommissie, waaraan ook Wemelsfelder zijn bijdrage leverde, resulteerde in 1958 in de Deltawet. 

## Activiteiten buiten de waterbouw
In 1946 publiceerde Wemelsfelder een monografie van 358 pagina's over onderwerpen als culturele ontwikkeling, maatschappelijke verandering, de structuur van een organische samenleving, bestuur, wetgeving en internationale orde, getiteld Plan voor een redelijke Nederlandse samenleving. Het boek zette Wemelsfelders gedachten uiteen over hoe Nederland de samenleving op politiek en economisch gebied kon organiseren in de onmiddellijke nasleep van de Tweede Wereldoorlog en behandelde onder meer de bestrijding van de werkloosheid, de oprichting van een spaarbank, reorganisatie van het bankwezen en de industrie, pensioenen, de invoering van kinderbijslag en de invoering van een apart inkomen voor gehuwde vrouwen. Vermoedelijk heeft hij dit werk tijdens de Tweede Wereldoorlog geschreven, omdat hij door de bezetting zijn normale werk niet kon doen.

## Galerij

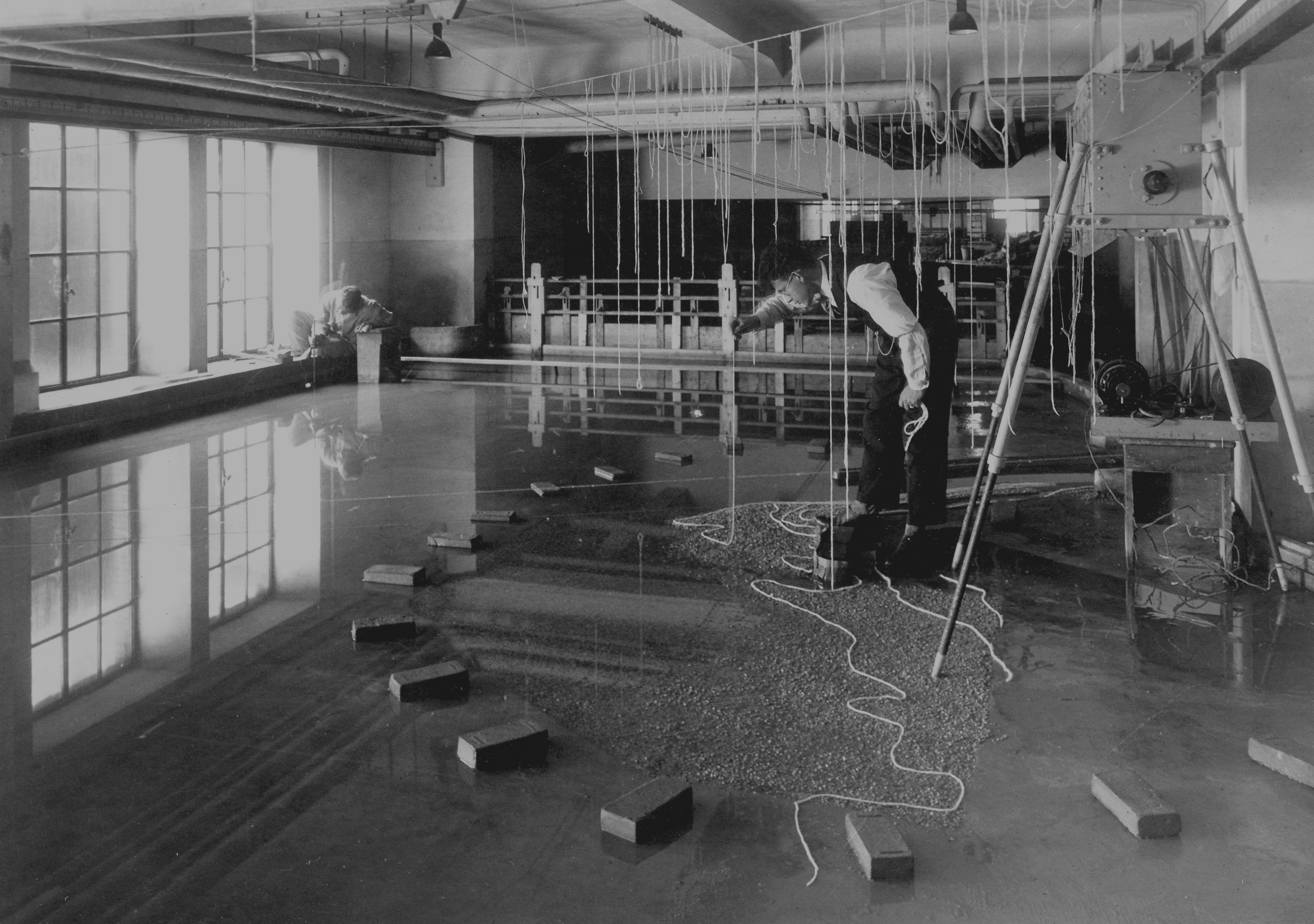
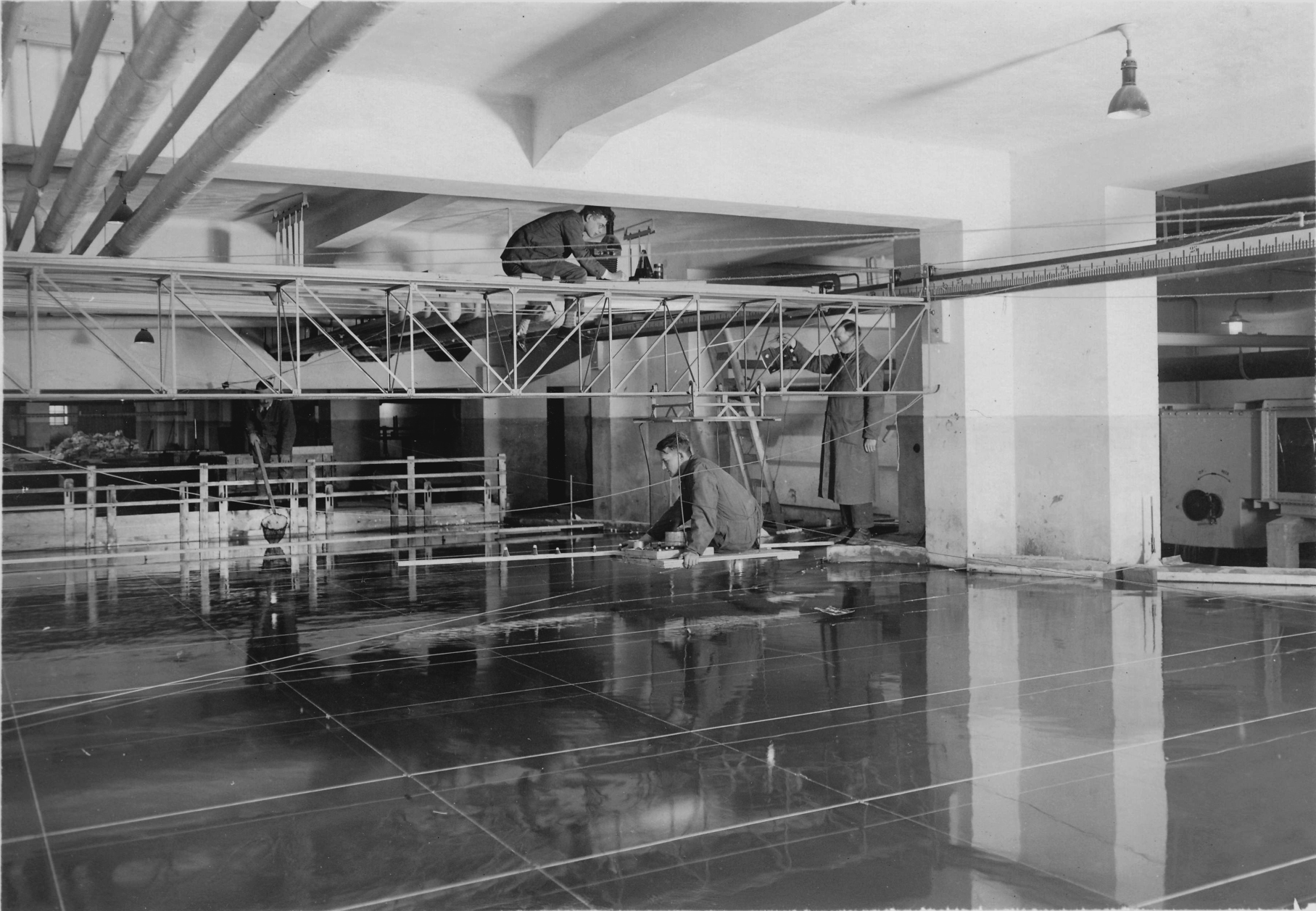

Wemelsfelder aan het werk in het Waterloopkundig Laboratorium in 1931